# Ред и закон (4. сезона)
Четврта сезона серије Ред и закон је премијерно емитована на каналу НБЦ од 15. септембра 1993. године до 25. маја 1994. године и броји 22 епизоде. У овој сезони се последњи пут појавио Мајкл Моријарти као Бен Стоун. Такође је у овој сезони убачена краћа уводна шпица (46 секунди) која је коришћена до краја серије. Четврта сезона је издата на ДВД-у 6. децембра 2005. године.

## Опис
Догодиле су се две промене у главној постави после 3. сезоне:
- Анита ван Бјурен (Ш. Епата Меркерсон) заменила је Дона Крејгена (Ден Флорек) на месту надређеног детектива (мада је ван Бјуренова поручница, а Крејген је био капетан)
- Клер Кинкејд (Џил Хенеси) заменила је Пола Робинета (Ричард Брукс) на месту помоћника окружног тужиоца.

Ово је први пут да су жене играле било којег од шест главних ликова серије: обе улоге ће и даље заузимати жене, а Меркерсонова је остала у улози ван Бјуренове до краја серије. Ово је такође био први пут у повести серије да су истовремено извршене две велике промене у главној постави. Следећа таква двострука промена догодила се тек почетком 17. сезоне.

## Улоге
- Џери Орбак као Лени Бриско
- Крис Нот као Мајк Логан
- Ш. Епата Меркерсон као Анита ван Бјурен
- Мајкл Моријарти као ИПОТ Бен Стоун
- Џил Хенеси као ПОТ Клер Кинкејд
- Стивен Хил као ОТ Адам Шиф
- Керолин Мекормик као др Елизабет Оливет

## Епизоде
| Бр. у серији | Бр. у сезони | Назив              | Редитељ           | Сценариста                                                                         | Пpемијерно емитовање | Пpод. код | Гледаност у САД-у (милиони) |
| --- | ------------ | ------------------ | ----------------- | ---------------------------------------------------------------------------------- | -------------------- | --------- | --------------------------- |
| 67 | 1            | "Гледаност"        | Џејмс Фроли       | Крег Мекнир и Роберт Нејтан                                                        | 15. септембар 1993.  | 69009     | 13.60                       |
| Бриско и Логан покрећу истрагу када је познати злостављач деце др. Џозеф Винтон убијен у контраверзној емисији коју води Рик Мејсон. Убица је лако откривен − у питању је Сид Фишер, отац покојникове жртве од пре три године. Међутим, током истраге, детективи проналазе доказе да је Мејсон можда наместио Винтоново убиство како би обезбедио високу гледаност. Стоуну је случај много тежак јер Сид Фишер не жели да каже ишта што би нашкодило његовом сину Скотију на сведочењу.                                                                                   |              |                    |                   |                                                                                    |                      |           |                             |
| 68 | 2            | "Добровољци"       | Џејмс Квин        | Рене Балкер                                                                        | 29. септембар 1993.  | 69017     | 13.70                       |
| Насилни наркоман који је терорисао суседство и против ког суседи и полиција нису могли да предузму ништа је свирепо претучен. |              |                    |                   |                                                                                    |                      |           |                             |
| 69 | 3            | "Раздор"           | Ед Шерин          | Мајкл С. Чернучин                                                                  | 6. октобар 1993.     | 69012     | 15.30                       |
| 19-огодишња студенткиња Џулија Вуд оптужила је промискуитетног хеви металца Си Сквера за силовање. Међутим, Кинкејдова је заборавила да открије важну појединост о оштећеној пре суђења што је довело случај и њихову сарадњу у опасност. |              |                    |                   |                                                                                    |                      |           |                             |
| 70 | 4            | "Профил"           | Е. В. Свакхамер   | Синопис: Гордно Рејфил и Ед Зукерман Сценарио: Гордон Рејфилд                      | 13. октобар 1993.    | 69010     | 16.00                       |
| Потрази за низним убицом родистом помаже профил личности који одбрана жели да искористи на суђењу. |              |                    |                   |                                                                                    |                      |           |                             |
| 71 | 5            | "Црна кравата"     | Артур В. Форни    | Валон Грин и Артур В. Форни                                                        | 20. октобар 1993.    | 69004     | 16.30                       |
| Када је имућни Џонатан Киз пронађен мртав у својој кући, полиција добија анонимну дојаву да је убијен. Логан и Бриско наилазе на потешкоће на месту догађаја када удовица Данијел и њен заступник Норман Ротенберг одбијају да дозволе обдукцију, а када је Роџерсовој на крају стигло тело, оно је већ било балзамовано. Специјалисткиња судске медицине тврди да је смрт била природна, а иако је тужилаштво коначно добило неопходне доказе да је смрт била убиство, методе коришћене за прикупљање потребних доказа доведене се у питање када је Стоун подигао тужбу. |              |                    |                   |                                                                                    |                      |           |                             |
| 72 | 6            | "Гордост и радост" | Гилберт Шилтон    | Едвард Померанц и Роберт Нејтан                                                    | 27. октобар 1993.    | 69006     | 16.20                       |
| Када је надстојник зграде Френк Мекинон понађен убијен у подруму зграде у којој ради и живи, Логан и Бриско у почетку истражују злочин као могућу провалу док форензичари нису открили да је "провала" инсценирана. Пажња тужилаштва ускоро се усмерава на Шона, Френковог 17-годишњег сина. Др. Оливет утврђује да је син насилни социопата после разговора са њим. Али када је жртвина супруга почела да тврди да је Френк редовно тукао своју породицу, Стоун и Кинкејдова покушавају да утврде ко говори истину.                                                      |              |                    |                   |                                                                                    |                      |           |                             |
| 73 | 7            | "Апокриф"          | Габријел Бомонт   | Мајкл С. Чернучин                                                                  | 3. новембар 1993.    | 69013     | 14.90                       |
| Венди Берман је окинула бомбу у гаражи, а тужилаштво сумња да је поступала по наредби харизматичног вође секте. |              |                    |                   |                                                                                    |                      |           |                             |
| 74 | 8            | "Амерички сан"     | Константин Макрис | Сибил Гарднер                                                                      | 9. новембар 1993.    | 69018     | 14.40                       |
| Откриће костурских остатака на Рузвелтовом острву доводи до новог суђења бившем деоничару безвредних обвезница са Вол стрита Филипу Свону који сада одслужује казну због убиства жртве. Оптужени одлучује да се самозаступа. |              |                    |                   |                                                                                    |                      |           |                             |
| 75 | 9            | "Рођен лош"        | Фред Гербер       | Мајкл С. Чернучин и Сали Немет                                                     | 16. новембар 1993.   | 69021     | 15.60                       |
| Заступница 14-огодишњег Криса Полита Хелен Бролин тврди да он није одговоран за смрт свог друга Џонија Ласког јер има додатни Y хромозом и генетски је предиспониран на злочиначко понашање. |              |                    |                   |                                                                                    |                      |           |                             |
| 76 | 10           | "Потера за срећом" | Ден Флорек        | Морган Гендел и Роберт Нејтан                                                      | 1. децембар 1993.    | 69005     | 17.00                       |
| Након што је власник предузећа Били Купер убијен у пуцњави, сумња пада на његову младу Рускињу и мушкарца са којим је имала прељубу. |              |                    |                   |                                                                                    |                      |           |                             |
| 77 | 11           | "Златно доба"      | Хелејн Хед        | Синопис: Даг Палау и Ед Зукерман Сценарио: Даг Палау                               | 5. јануар 1994.      | 69008     | 15.20                       |
| Када је 82-годишња Милдред Бауер пронађена мртва у свом стану, сумња одмах пада на њену неговатељицу и њеног дечка док специјалисткиња судске медицине није открила да је старија жена изгладњивана. Упутства за храњење која је Марији дала Лора, унука преминуле, мења Стоунов поглед на младу жену и она је оптужена за занемаривање и тешку равнодушност према људском животу. |              |                    |                   |                                                                                    |                      |           |                             |
| 78 | 12           | "Отет"             | Константин Макрис | Валон Грин и Рене Балкер                                                           | 12. јануар 1994.     | 69024     | 15.30                       |
| Када је Сол Брегман ухапшен док је покушавао да плати откуп за свог отетог сина, Логан и Бриско покушавају да пронађу Џејсона Брегмана док покушавају да зауставе оца, милионера и блиског пријатеља Адаа Шифа, да се меша у истрази. Када је Џејсон Брегман пронађен, сумња пада на саму жртву. |              |                    |                   |                                                                                    |                      |           |                             |
| 79 | 13           | "Узгајивач"        | Артур В. Форни    | Мајкл С. Чернучин и Рене Балкер                                                    | 19. јануар 1994.     | 69023     | 19.30                       |
| Дебра Елкинс тврди да је пала у такси након порођаја само па се пробудила и открила да јој нема бебе, али недуго затим Бриско и Логан следе траг у вези њеног дечка Стивена Шоа који чува бебу у хотелу на захтев Дебре. Како се истрага наставља, Стоне и Кинкејдова проналазе три одвојена пара који су били натерани да верују да ће бити усвојитељи бебе, али чини се да Дебра нема намеру да да своју бебу било коме од њих. |              |                    |                   |                                                                                    |                      |           |                             |
| 80 | 14           | "Укор"             | Ед Шерин          | Вилијам Н. Фордес                                                                  | 2. фебруар 1994.     | 69026     | 19.00                       |
| Када је истрага о претњама петогодишњој девојчици довела до судије са којим је Кинкејдова била романтичној вези када је радила под њим, она тражи од Бена да је скине са случаја. Када је Тајер изведен на суђење, он алудира да је Кинкејдова намерно усмерила сведока у његовом правцу, тврдећи да се према њему непримерено понашала док је радила с њим. |              |                    |                   |                                                                                    |                      |           |                             |
| 81 | 15           | "Деца"             | Дон Скардино      | Мајкл Херберт и Роберт Нејтан                                                      | 9. фебруар 1994.     | 69028     | 16.30                       |
| Када је 14-годишњи Анђел Рамирез убијен док је био напољу са двојицом другова, истрага је довела до месног трговца оружјем Хуана Доминга. Док су истраживали Доминга, Бриско и Логан сазнали су да је он недавно био осумњичен за пуцњаву после које је један момак остао непокретан, а Бриско се нашао у неугодном положају када је Кевин Паркер, син Теда Паркера, старог Брисковог пријатеља, на крају постао главни осумњичени за убиство младог Анђела. |              |                    |                   |                                                                                    |                      |           |                             |
| 82 | 16           | "Велики прасак"    | Ден Флорек        | Ед Зукерман                                                                        | 2. март 1994.        | 69027     | 15.70                       |
| Нуклеарни физичар Едвард Менинг постаје главни осумњичени када је његова отуђена супруга Флоренс, која одуговлачи поступак развода, постала жртва бомбе у пошти. |              |                    |                   |                                                                                    |                      |           |                             |
| 83 | 17           | "Хаос"             | Џејмс Квин        | Синопис: Мајкл С. Чернучин и Рене Балкер Сценарио: Мајкл С. Чернучин и Валон Грин  | 9. март 1994.        | 69029     | 16.60                       |
| У раздобљу од 24 часа, Бриско и Логан морају да се суоче са три неповезана убиства: убиством властољубивог глумца који је упуцан у главу, убиством жене која је осакатила свог супруга који ју је варао и убиством власника једне радње током пљачке. |              |                    |                   |                                                                                    |                      |           |                             |
| 84 | 18           | "Улог"             | Ед Шерин          | Синоопис: Кевин Аркади и Харви Соломон Сценарио: Мајкл С. Чернучин и Харви Соломон | 30. март 1994.       | 69002     | 16.30                       |
| Брисцое и Логан се кладе да је убиство оца Бена Вилијамса, спортисте и звезде, повезано са коцкарским дуговима и претњама породици бејзболисте, али испоставило се да покриће сина Пата не држи воду па сам завршава под сумњом. |              |                    |                   |                                                                                    |                      |           |                             |
| 85 | 19           | "Светиња"          | Артур В. Форни    | Мајкл С. Чернучин и Вилијам Н. Фордес                                              | 13. април 1994.      | 69030     | 17.10                       |
| Министар црнац је ватрени присталица родне нетрпељивости јер Јеврејин Џошуа Бергер није оптужен за напад и бекство који су исходили смрћу 12-годишњака. |              |                    |                   |                                                                                    |                      |           |                             |
| 86 | 20           | "Нега"             | Џејс Александер   | Парис Кварелс и Ед Зукерман                                                        | 4. мај 1994.         | 69011     | 15.30                       |
| Бриско и Логан истражују нестанак детета Венди Силвестер из њеног насилног хранитељског дома и откривају да је она код Арнет Фенади, дивне, али поремећене жене која упорно тврди да је поступила само за добро детета. |              |                    |                   |                                                                                    |                      |           |                             |
| 87 | 21           | "Парови"           | Ед Шерин          | Мајкл С. Чернучин и Рене Балкер                                                    | 18. мај 1994.        | 69001     | 15.70                       |
| Нападач је сломио зглоб тенисерки Кори Бурк пре такмичења, а међу осумњиченима је и један од такмичара. |              |                    |                   |                                                                                    |                      |           |                             |
| 88 | 22           | "Стари пријатељи"  | Џејмс Квин        | Синопис: Џошуа Стерн Сценарио: Роберт Нејтан и Џошуа Стерн                         | 25. мај 1994.        | 69031     | 15.30                       |
| Камион је ударио пешака, а истрага је открила да је жртва Стивен Грин био повезан са друштвом за дечију храну у којој је нови ортак повезан са руском мафијом. |              |                    |                   |                                                                                    |                      |           |                             |